# Enalioetes
Enalioetes is een geslacht van uitgestorven mariene krokodilachtigen binnen de familie Metriorhynchidae dat leefde tijdens het Valanginien van het Vroeg-Krijt.

## Fylogenie
Enalioetes is een lid van de Metriorhynchidae.